# شاين راي
شاين راي (بالإنجليزية: Shane Ray)‏ هو لاعب كرة قدم أمريكية أمريكي، ولد في 18 مايو 1993 في دينيسون في الولايات المتحدة.

## وصلات خارجية
- شاين راي على موقع مرجع كرة القدم المحترفة.كوم (الإنجليزية)
- شاين راي على موقع كلية كرة القدم في سبورتس رفرنس.كوم (الإنجليزية)